# کاراگوونچ (بسنی)
کاراگوونچ (به ترکی استانبولی: Karagüveç) یک منطقهٔ مسکونی در ترکیه است که در بسنی واقع شده‌است.